# 参合陂
参合陂，中国古代地名。
参合陂的地点有可能是今天中华人民共和国内蒙古自治区乌兰察布市凉城县岱海附近，也可能是山西省大同市阳高县。这两个县分别位于今天大同市的西北和东北，相距五十公里，并不相邻。一说这种混淆的可能缘由是北魏太武帝将阳高附近的参合县迁至内蒙古。
前196年，西汉大将柴武討伐已經歸降匈奴的韓王信，在参合斩杀之。
北魏道武帝拓跋珪在371年出生于参合陂北部，一说位于今凉城县岱海镇榆树坡村。
395年拓跋珪率军在参合陂大败后燕太子慕容寶的军队，史称參合陂之戰。